# Chuyện con gà trống vàng
Chuyện con gà trống vàng (tiếng Nga: Сказка о золотом петушке) là một câu chuyện cổ tích của đại thi hào Aleksandr S.Pushkin, đây là tác phẩm cuối cùng thuộc thể loại thần tiên - cổ tích của nhà thơ. Ra đời năm 1834, tác phẩm xuất hiện lần đầu trên tạp chí văn học Biblioteka dlya chteniya (Tập IX, quyển 16).

## Nội dung

### Nhân vật
- Con gà trống
- Nhà vua
- Bà lão